# گل‌خورک رعنا
گل‌خورک رعنا (نام علمی: Periophthalmus gracilis) نام گونه‌ای از سرده گل‌خورک‌ماهی است.